# Taça de Portugal 1955/56
Die Taça de Portugal 1955/56 war die 16. Austragung des portugiesischen Pokalwettbewerbs. Er wurde vom portugiesischen Fußballverband ausgetragen. Das Finale fand am 27. Mai 1956 im Estádio Nacional von Oeiras statt. Pokalsieger wurde der FC Porto, der sich im Finale gegen den SC União Torreense durchsetzte.
Alle Begegnungen wurden in einem Spiel ausgetragen. Bei unentschiedenem Ausgang wurde zur Ermittlung des Siegers eine Verlängerung gespielt. Stand danach kein Sieger fest, wurde das Spiel wiederholt.

## Teilnehmende Teams
| Primeira Divisão (14) | Segunda Divisão (14) | Madeira-Meister (1) |
| --- | --- | ------------------- |
| - Académica de Coimbra - Atlético CP - FC Barreirense - GD da CUF Barreiro - Belenenses Lissabon - Benfica Lissabon - Caldas SC - Sporting Braga - SC Covilhã - Lusitano GC Évora - FC Porto - Sporting Lissabon - SC União Torreense - Vitória Setúbal | - CD Beja - SC Espinho - GD Estoril Praia - SC Farense - Leixões SC - SGS Leões Santarém - CD Montijo - GD Peniche - CD Portalegrense - Portimonense SC - AD Sanjoanense - FC Tirsense - União de Montemor - SC Vianense | - Marítimo Funchal  |

## 1. Runde
Die Spiele fanden am 2. und 3. Mai 1956 statt.
|                      | Ergebnis |                     |
| -------------------- | -------- | ------------------- |
| Sporting Lissabon    | 4:3      | GD da CUF Barreiro  |
| SC Farense           | 0:4      | Benfica Lissabon    |
| FC Tirsense          | 3:2      | SC Espinho          |
| SC União Torreense   | 2:0      | CD Beja             |
| SC Vianense          | 7:3      | GD Estoril Praia    |
| União de Montemor    | 1:3      | Caldas SC           |
| Sporting Braga       | 5:1      | SC Covilhã          |
| CD Montijo           | 2:4      | Belenenses Lissabon |
| FC Barreirense       | 7:2      | CD Portalegrense    |
| Académica de Coimbra | 4:0      | Leixões SC          |
| FC Porto             | 13:10    | Portimonense SC     |
| SGS Leões Santarém   | 4:1      | Vitória Setúbal     |
| Lusitano GC Évora    | 7:0      | AD Sanjoanense      |
| Atlético CP          | 2:1      | GD Peniche          |

## Achtelfinale
Die Spiele fanden am 6. Mai 1956 statt.
|                     | Ergebnis |                      |
| ------------------- | -------- | -------------------- |
| Sporting Braga      | 8:2      | SC Vianense          |
| SC União Torreense  | 1:0      | Sporting Lissabon    |
| FC Porto            | 2:1      | Académica de Coimbra |
| FC Barreirense      | 3:1      | Lusitano GC Évora    |
| Belenenses Lissabon | 2:1      | Benfica Lissabon     |
| Caldas SC           | 2:1      | FC Tirsense          |
| Atlético CP         | 2:3      | SGS Leões Santarém   |

## Viertelfinale
Der Madeira-Meister stieg in dieser Runde ein. Die Spiele fanden am 13. Mai 1956 statt.
|                     | Ergebnis |                    |
| ------------------- | -------- | ------------------ |
| SC União Torreense  | 2:0      | Sporting Braga     |
| FC Porto            | 5:1      | SGS Leões Santarém |
| FC Barreirense      | 1:5      | Marítimo Funchal   |
| Belenenses Lissabon | 3:2      | Caldas SC          |

## Halbfinale
Die Spiele fanden am 20. Mai 1956 statt.
|                     | Ergebnis |                    |
| ------------------- | -------- | ------------------ |
| FC Porto            | 1:0      | Marítimo Funchal   |
| Belenenses Lissabon | 2:3      | SC União Torreense |

## Finale
| Paarung            | FC Porto – SC União Torreense |
| Ergebnis           | 2:0 (1:0) |
| Datum              | 27. Mai 1956 |
| Stadion            | Estádio Nacional, Oeiras |
| Schiedsrichter     | Hermínio Soares |
| Tore               | 1:0 Hernâni Silva (3.) 2:0 Hernâni Silva (57., Elfmeter) |
| FC Porto           | Manuel Pinho – Miguel Arcanjo, Osvaldo Cambalacho, Virgílio Mendes – Gastão Gonçalves, José Maria Pedroto , António Monteiro da Costa – Carlos Duarte, Fernando Perdigão, Jorge Sousa Mattos, Hernâni Silva Cheftrainer: Dorival Knippel ( Brasilien) |
| SC União Torreense | António Gama – Joaquim Fernandes, Amílar Silva , António Bernardo, Américo Belen, Juan Forneri, Carlos Alberto, José da Costa – João Mendonça – Fernando Mendonça, José Gonçalves Cheftrainer: Oscar Tellechea ( Argentinien)                         |